# Brachymeria aeca
Brachymeria aeca är en stekelart som beskrevs av Burks 1960. Brachymeria aeca ingår i släktet Brachymeria och familjen bredlårsteklar. Inga underarter finns listade.